# Werner Klumpp
Werner Klumpp est un homme politique allemand membre du Parti démocrate de Sarre (FDP/DPS), né le 12 novembre 1928 à Baiersbronn (Wurtemberg) et mort le 8 janvier 2021,.
En 1974, il devient le premier président de la communauté urbaine de Sarrebruck, un poste auquel il renonce au bout d'un an pour pouvoir siéger au Landtag de Sarre. Il est nommé vice-ministre-président et ministre de l'Économie de Sarre en 1977, et c'est à ce titre qu'il assure, durant neuf jours en 1979, l'intérim de la direction du gouvernement régional, à la suite de la mort de Franz-Josef Röder.
Il démissionne du gouvernement et de son siège de parlementaire en 1982, mais revient en 1999, pour mener la campagne des libéraux aux élections régionales. Il échoue cependant à faire revenir son parti au Landtag, ce qui le conduit à quitter définitivement la vie politique l'année suivante.

## Formation et carrière
Il sert comme auxiliaire militaire dans la Luftwaffe de janvier 1944 à avril 1945, un poste où il sera grièvement blessé. En 1953, il entreprend des études supérieures de droit et de sciences politiques à l'université de Tübingen, qu'il achève cinq ans plus tard après avoir obtenu ses deux diplômes juridiques d'État.
Il commence à travailler comme juge au tribunal des affaires sociales en 1966, puis entre deux ans plus tard dans la fonction publique au sein du ministère du Travail, de l'Ordre social et des Affaires sanitaires de Sarre, dont il démissionne en 1974. En 1982, il est élu président de l'association des caisses d'épargne sarroises, et conserve ce poste pendant quinze ans.

## Vie politique

### Parcours militant
Il adhère au Parti démocrate de Sarre (FDP/DPS) en 1957. Il en est élu président en 1970, et intègre en 1982 la présidence fédérale du Parti libéral-démocrate (FDP). Il renonce à ces mandats deux ans plus tard, mais retrouve en 1998 la direction du FDP/DPS, qu'il ne garde toutefois que deux ans.

### Activité institutionnelle
En 1974, il est élu président de la communauté urbaine de Sarrebruck, tout juste créée par la réforme administrative de Franz-Josef Röder. Il démissionne de ce poste après un an de mandat à peine, à la suite de son élection au Landtag, où il prend la présidence du groupe FDP/DPS. Après deux ans à soutenir un gouvernement minoritaire composé exclusivement de la CDU, il conclut un accord de coalition avec cette dernière et devient ministre de l'Économie, des Transports et de l'Agriculture, et obtient le titre de Vice-Ministre-président, dans le sixième cabinet de Franz-Josef Röder.
Lorsque Röder décède le 26 juin 1979, Werner Klumpp est automatiquement investi Ministre-président à titre intérimaire, en attendant qu'un successeur soit investi par le Landtag. Le député fédéral Werner Zeyer est finalement investi le 5 juillet, et il se voit reconduit dans ses fonctions. À la suite des élections de 1980, il se retrouve, avec quatre députés, en position d'arbitre entre la CDU, qui a 23 élus, et le SPD d'Oskar Lafontaine, qui détient 24 sièges. Il choisit alors de poursuivre la coalition noire-jaune, ce qui permet à Zeyer de se maintenir au pouvoir, mais démissionne du cabinet en 1982.
En 1999, il fait son retour dans la vie politique en conduisant, à 70 ans, les listes du FDP/DPS aux élections régionales. Avec 2,6 % des voix, il fait mieux qu'au scrutin anticipé de 1994, mais n'obtient pas assez de voix pour que son parti, absent du Landtag depuis 1990, retrouve une représentation parlementaire.